# Samuel Manugiewicz
Samuel Manugiewicz (ur. 18 maja 1871 w Kutach, zm. 28 grudnia 1956 tamże) – polski ksiądz katolicki obrządku ormiańskiego, działacz społeczności ormiańskiej w Małopolsce Wschodniej, senator II kadencji w II RP.

## Życiorys
Ukończył studia teologiczne na Wydziale Teologicznym Uniwersytetu Franciszkańskiego we Lwowie. W II RP był proboszczem parafii ormiańskiej w Kutach oraz radnym tego miasta. W maju 1938 został jego burmistrzem, został też jego honorowym obywatelem, tam został również pochowany.
Jako działacz społeczny zakładał polskie spółdzielnie na Pokuciu oraz szefował Towarzystwu Gospodarczemu i Związkowi Rolników w Kutach.
Sprawował mandat senatora II kadencji z ramienia BBWR wybranego w okręgu Stanisławów. 
Otrzymał Złoty Krzyż Zasługi.